# Campeonato Uruguaio de Futebol de 1954
O Campeonato Uruguaio de Futebol de 1954 foi a 23ª edição da era profissional do Campeonato Uruguaio. O torneio consistiu em uma competição com dois turnos, no sistema de todos contra todos. O campeão foi o Peñarol, que conquistou o certame de forma invicta.

## Classificação[2]
| Pos | Equipe               | Pts | J  | V  | E | D  | GP | GC | SG  |
| --- | -------------------- | --- | -- | -- | - | -- | -- | -- | --- |
| 1°  | Peñarol              | 32  | 18 | 14 | 4 | 0  | 49 | 11 | 38  |
| 2°  | Nacional             | 22  | 18 | 9  | 4 | 5  | 34 | 17 | 17  |
| 3°  | Danubio              | 22  | 18 | 9  | 4 | 5  | 29 | 23 | 6   |
| 4°  | Rampla Juniors       | 19  | 18 | 7  | 5 | 6  | 25 | 26 | -1  |
| 5°  | Defensor             | 18  | 18 | 6  | 6 | 6  | 25 | 27 | -2  |
| 6°  | Cerro                | 17  | 18 | 6  | 5 | 7  | 21 | 26 | -5  |
| 7°  | Liverpool            | 17  | 18 | 5  | 7 | 6  | 25 | 34 | -9  |
| 8°  | River Plate          | 16  | 18 | 4  | 8 | 6  | 20 | 29 | -9  |
| 9°  | Montevideo Wanderers | 10  | 18 | 2  | 6 | 10 | 17 | 29 | -12 |
| 10° | Miramar              | 7   | 18 | 1  | 5 | 12 | 19 | 42 | -23 |

|  | Campeão.                     |
|  | Rebaixado à Segunda Divisão. |

Promovido para a próxima temporada: Sud América.
| Campeonato Uruguaio de 1954  |
| ---------------------------- |
| Peñarol Campeão (22º título) |